# Hans Holthey
Hans Holthey (* 1. September 1885 in Lüneburg; † 1983) war ein deutscher Architekt und überwiegend in Magdeburg und Lüneburg tätig.

## Leben
Der 1895 in Lüneburg geborene Holthey studierte Architektur an der Technischen Hochschule Darmstadt und wurde später Mitglied des Deutschen Werkbunds (DWB) und des Bundes Deutscher Architekten (BDA). Holthey unterhielt ein eigenes Architekturbüro in Lüneburg im Haus Schillerstraße 5 und ab 1925 zusätzlich in Magdeburg im Haus Große Diesdorfer Straße 245. Nach dem Zweiten Weltkrieg lebte er in Hamburg und war Inhaber eines Wohnungsbauunternehmens mit Sitz im Haus Oderfelder Straße 5.
Er entwarf Wohnhäuser, Siedlungsbauten, Bauten der Elektrizitätsversorgung, öffentliche und landwirtschaftliche Bauten überwiegend in Lüneburg und Magdeburg.

## Bauten
- 1910: Wohn- und Geschäftshaus in Hitzacker, Am Markt 8[4]
- 1912: Evangelisches Gemeindehaus in Lüneburg, An den Reeperbahnen 1 (unter Denkmalschutz, Erfassungsnummer 30668727)[1][5]
- 1912–1913: Dienstgebäude mit Dienstwohnung für das Eichamt in Lüneburg, Bei der Johanniskirche 11 (im Stil der Reformarchitektur)[1][5][6]
- 1914: Haus Heiligengeiststraße 1 in Lüneburg[5]
- um 1919: Siedlung Lanke in Hitzacker, Drawehnertorstraße 6–13[7]
- 1920: Umbau des Geschäftshauses Masting & Co. in Magdeburg
- 1921: Tribüne des Fußballvereins Lüneburg SK in Lüneburg-Wilschenbruch (abgerissen)[5]
- 1922: Umspannwerk mit Wärterwohnhaus in Burg bei Magdeburg
- 1927: Siedlung Neue Schillerstraße in Lüneburg, Schillerstraße 20–47 (unter Denkmalschutz)[8]
- 1927: Umbau des Gewerkschaftshauses der Gewerkschaft für Angestellte in Magdeburg
- 1928: Umbau des Hauses Bahnhofsstraße 22 in Magdeburg
- 1928: Umbau des Hauses Stettiner Straße 1 in Magdeburg
- 1928: Umbau der Orthopädischen Klinik Prof. Dr. Blencke in Magdeburg
- 1928–1929: Wohnanlage Heimat in Magdeburg, Olvenstedter Chaussee, Goldschmidtring (im Stil des Neuen Bauens)[9]
- 1929: Garagenbau für Coors in Magdeburg
- 1929–1930: Verwaltungsgebäude und Pförtnerhaus der Großgaserei Mitteldeutschland AG in Magdeburg (mit Johannes Göderitz); abgerissen
- 1929–1930: Wohnblock Sedanring in Magdeburg, Spielhagenstraße, Westring, Schleiermacherstraße[10]
- 1930: Wohnblock Bogenhaus in Magdeburg, Olvenstedter Platz 7/8
- 1931: Kirche St. Elisabeth in Tangerhütte
- 1950: Gewerbegebäude in Hamburg, Ballindamm 8[11]
- 1955: Kino Emelka-Palast in Hamburg-Eimsbüttel, Osterstraße 95[12]
- 1958–1962: Polizeipräsidium in Hamburg, Beim Strohhause 31 (am Berliner Tor; zusammen mit Hans Atmer, Jürgen Marlow, Egon Jux und Harro Freese)

## Galerie

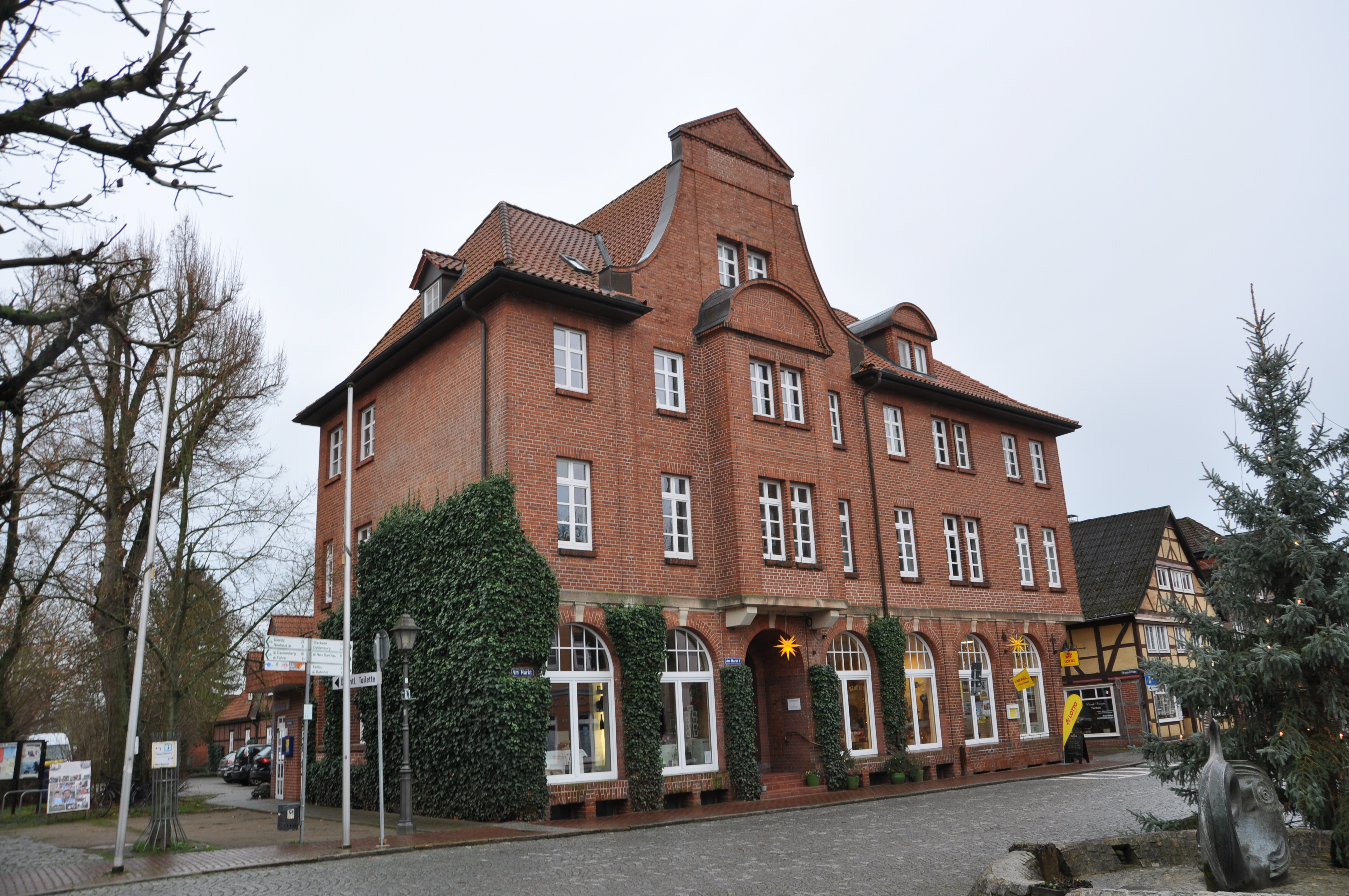
Hitzacker, Am Markt 8, 2022
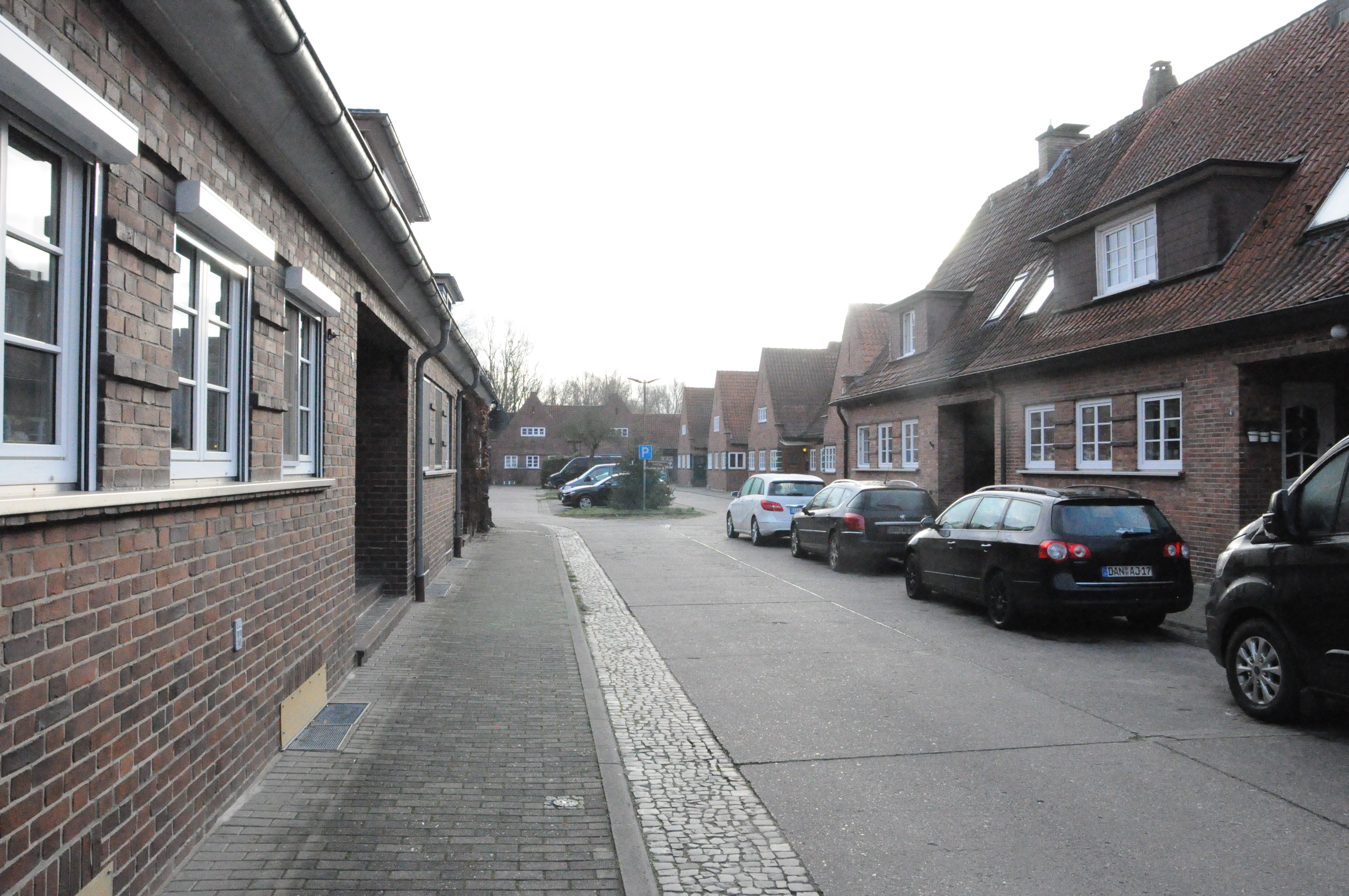
Hitzacker, Siedlung Lanke, 2022
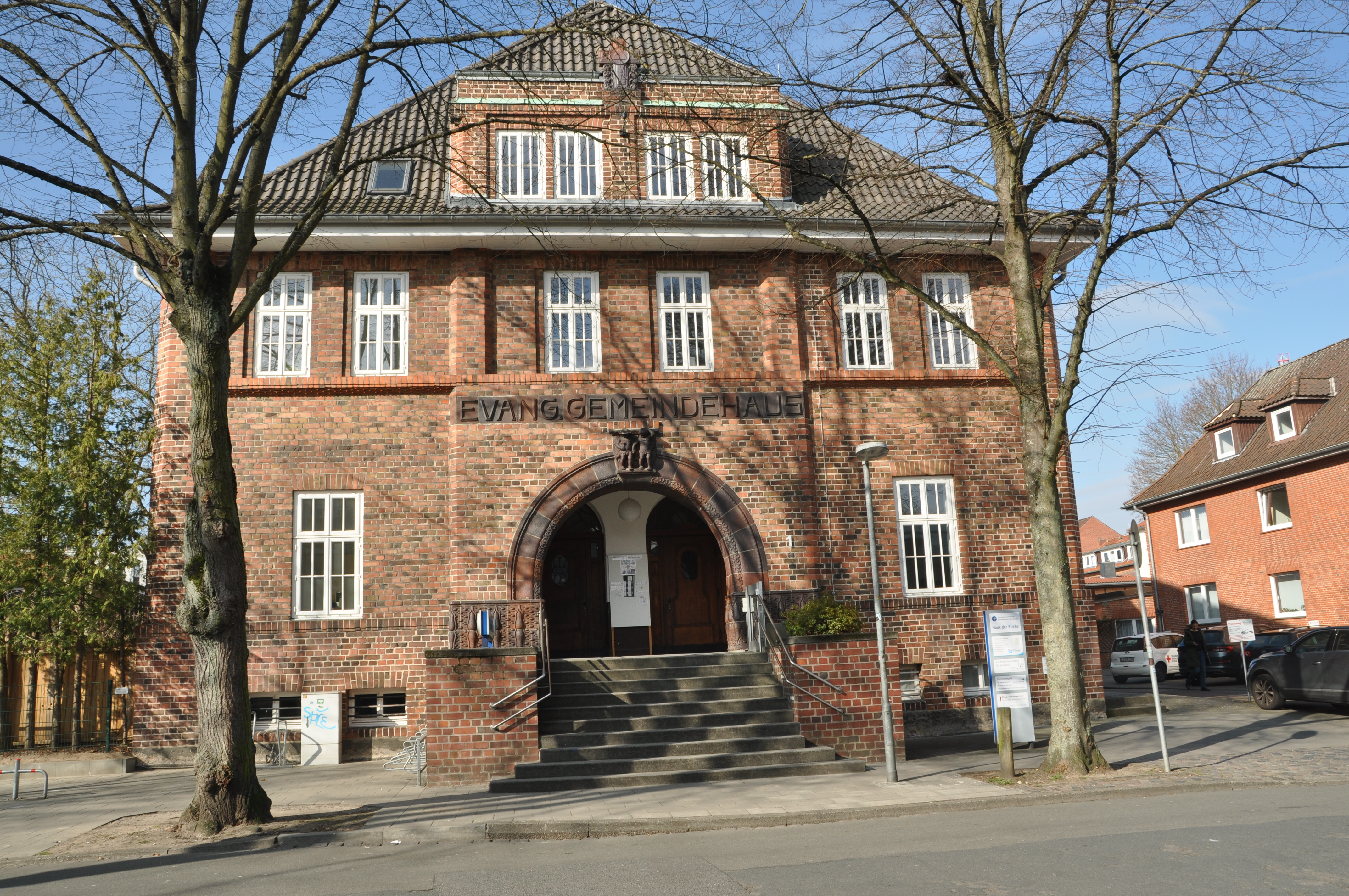
Lüneburg, Evangelisches Gemeindehaus, 2022
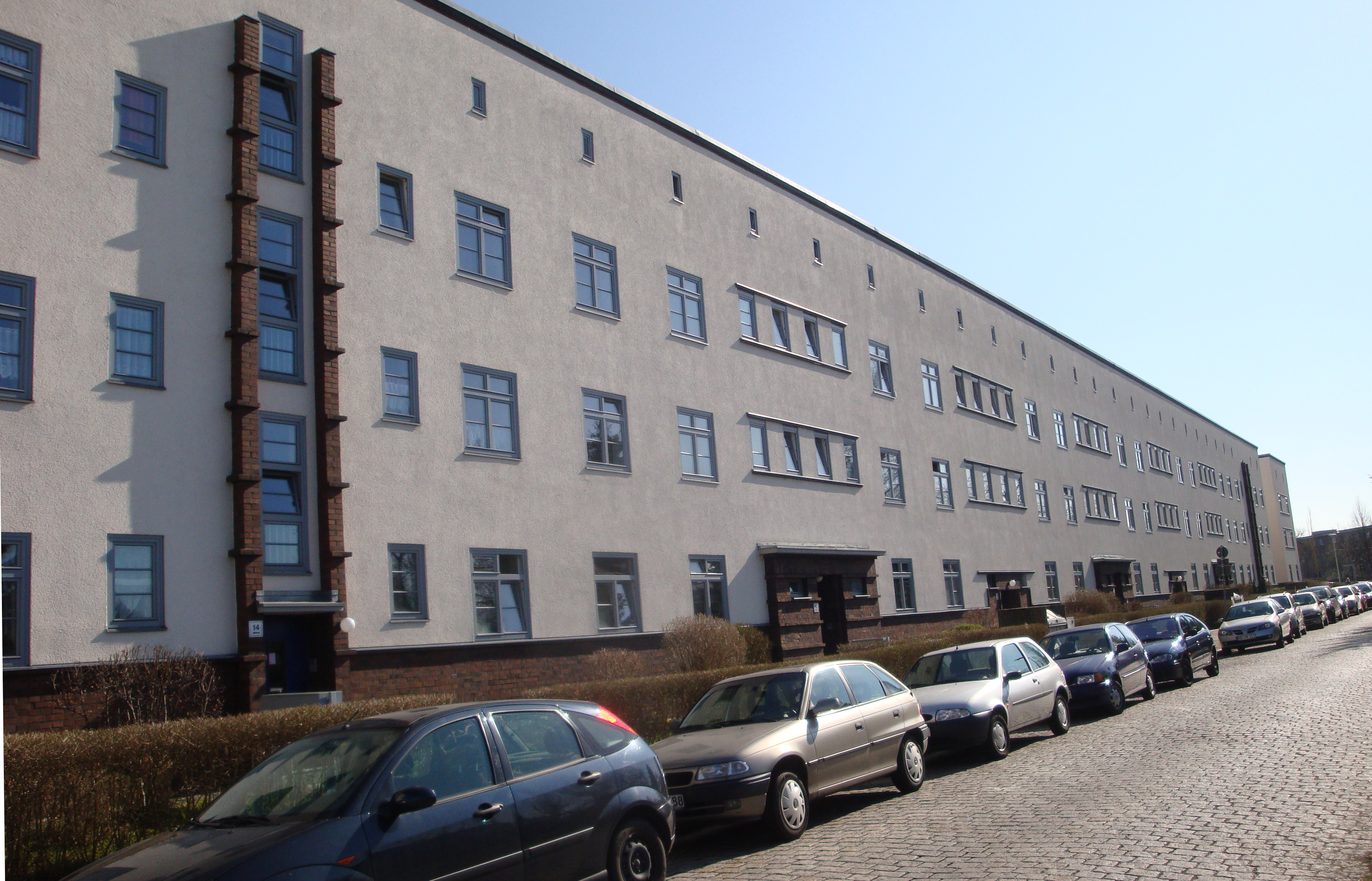
Magdeburg, Siedlung Heimat, 2012
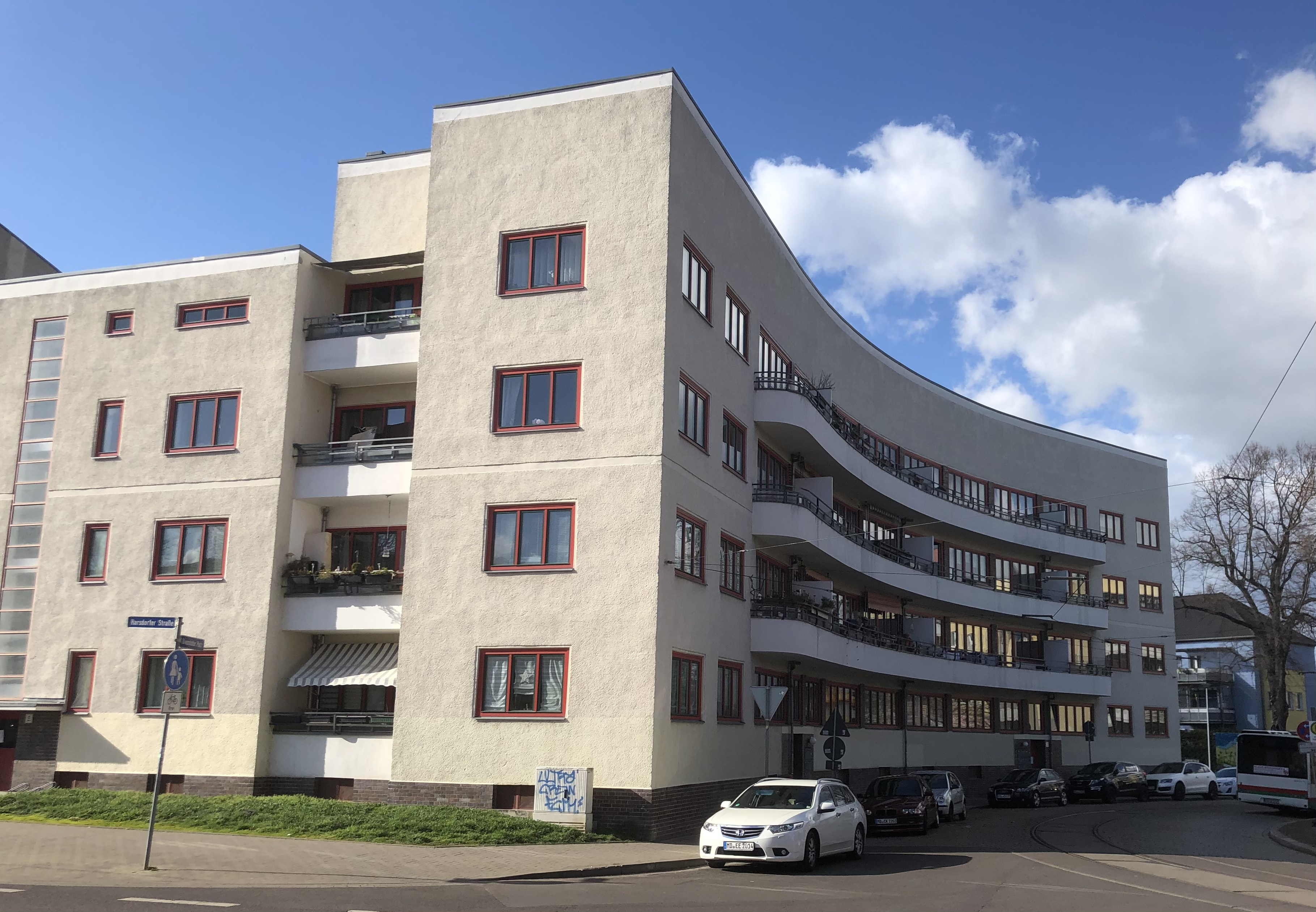
Magdeburg, Bogenhaus, 2021
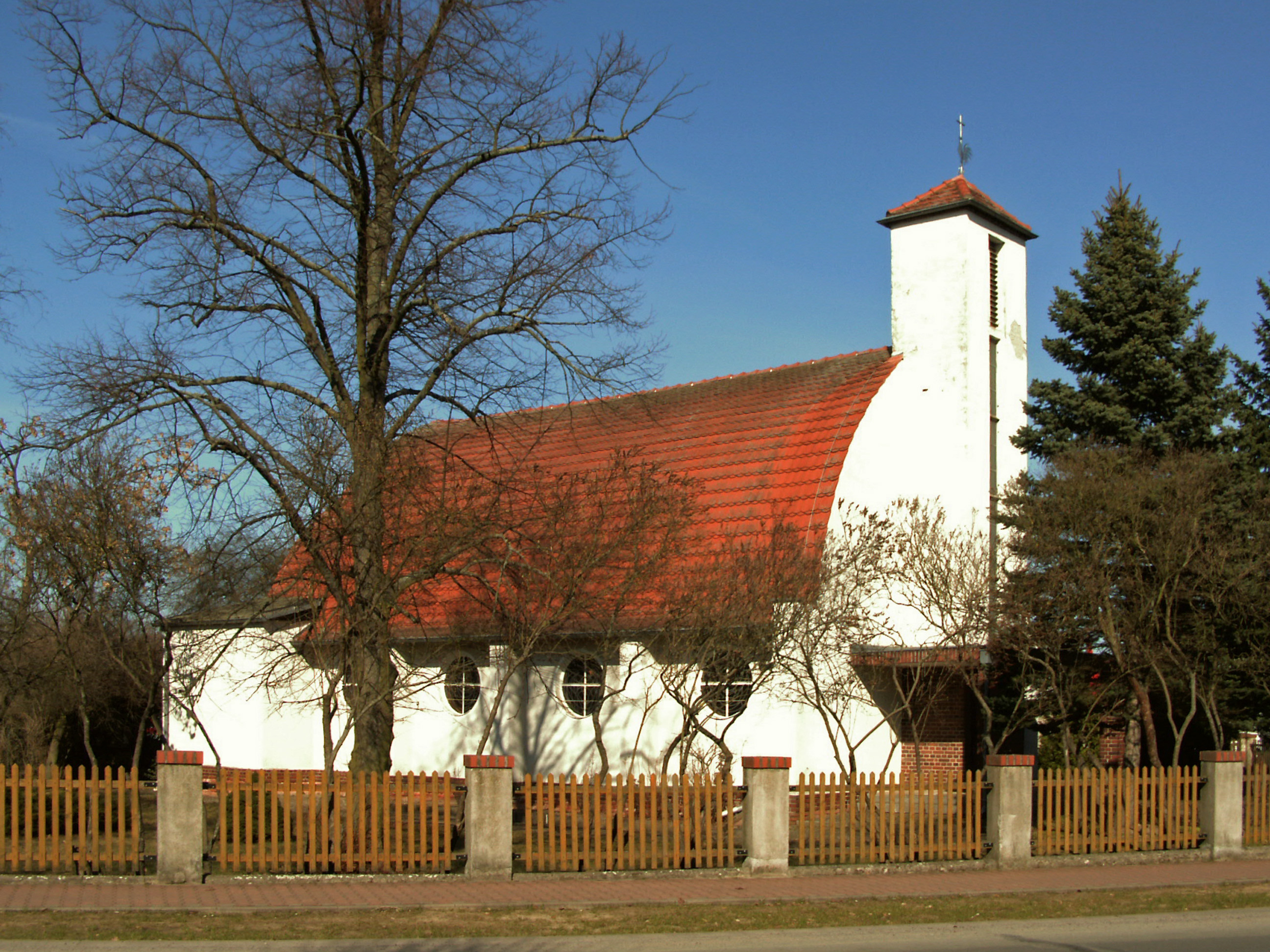
Tangerhütte, St. Elisabeth, 2011
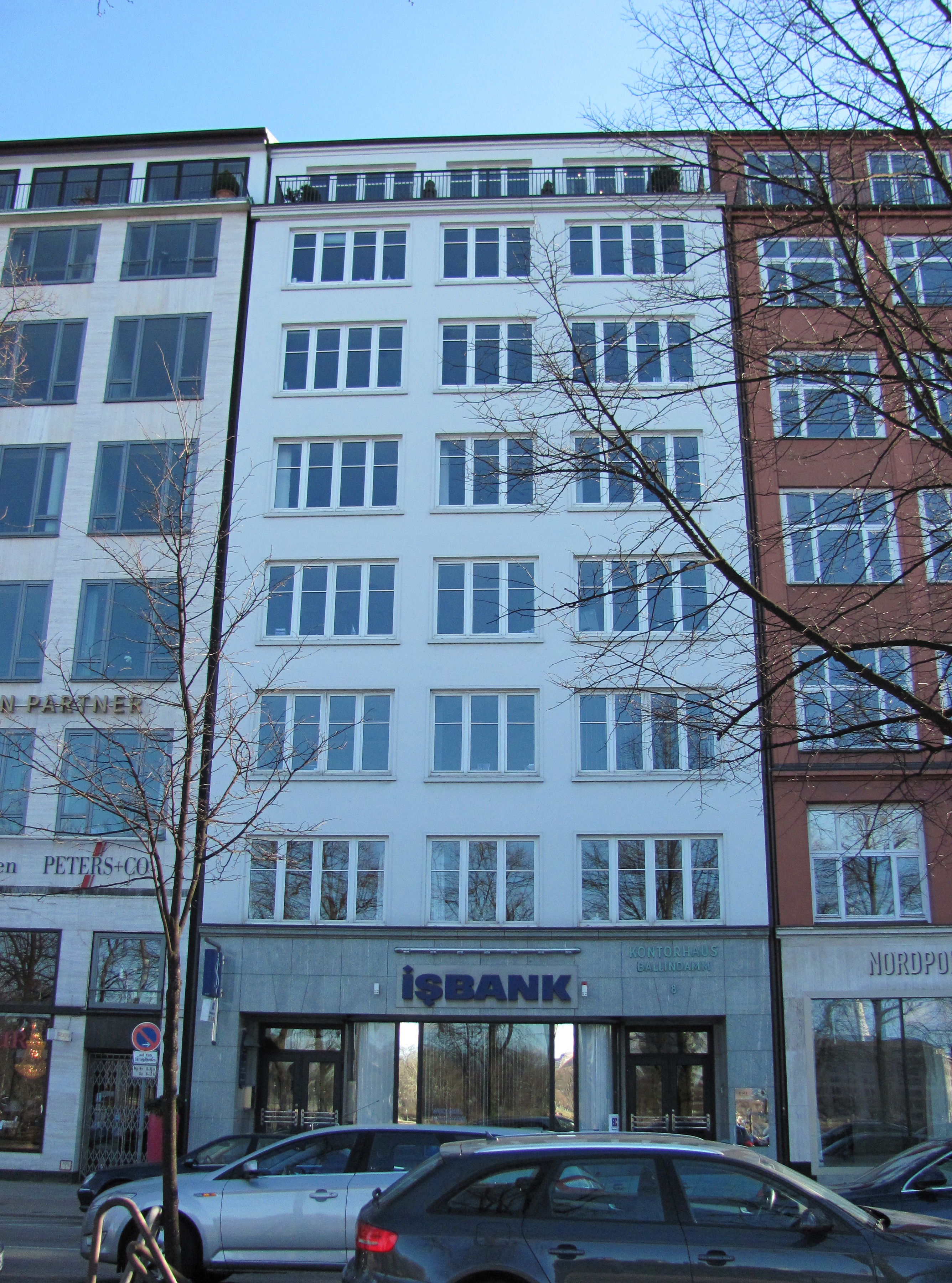
Hamburg, Ballindamm 8, 2011